# Wu Yi-fang
Wu Yi-fang (auch Wu I-fang; * 1893 in Wuchang; † 1985 in Nanjing) war eine chinesische Wissenschaftlerin, Politikerin und Diplomatin.

## Jugend und Ausbildung
Wu Yi-fang wurde 1893 in Wuchang in der zentralchinesischen Provinz Hubei als Tochter einer Intellektuellenfamilie geboren. Sie besuchte moderne Schulen in Hangzhou, Shanghai und Suzhou, darunter die bekannte Laura-Heygood-School for Girls in Suzhou, die durch Missionare gegründet worden war. Innerhalb weniger Monate verlor sie 1909 ihren Vater, einen älteren Bruder und eine ältere Schwester durch Suizid, ihre Mutter starb vor Verzweiflung. Durch die finanzielle Unterstützung eines Onkels konnte sie ab Frühjahr 1916 das Ginling College der Pädagogischen Universität Nanjing besuchen. Sie wurde die erste Vorsitzende des Studentenparlamentes und trat 1916 zum Christentum über. Wu Yi-fang gehörte 1919 zu den Erstabsolventinnen am Ginling College der Pädagogischen Universität Nanjing und graduierte im Fach Biologie.

## Berufliches und politisches Wirken
Ab 1919 unterrichtete Wu Englisch an der Beijing Women's Normal High School, der späteren Beijing Women’s Normal University. 1923 erhielt sie ein Barbour-Stipendium zur Unterstützung asiatischer Wissenschaftlerinnen für die University of Michigan. Von 1923 bis 1926 war sie zunächst stellvertretende, dann erste Vorsitzende der Chinesischen Studentenvereinigung in den USA. 1928 schloss sie ihr Studium als PhD in Entomologie ab.  Nach der Promotion kehrte sie als Präsidentin der Jinling-Frauen-Universität (später Jingling-Frauen-College für Kunst und Wissenschaft) nach China zurück und wurde damit erste weibliche Leitung einer Hochschule in der Geschichte Chinas.
1928 war sie auch zur Leiterin von Ginling gewählt worden und hatte dieses Amt 23 Jahre inne. Von 1938 bis 1940, 1941 bis 1942 und von 1942 bis 1948 war sie Mitglied der Volksversammlung.
1945 war Wu Yi-fang Mitglied der chinesischen Delegation bei der Gründung der Vereinten Nationen. Sie war eine von nur vier Frauen unter den 160 Unterzeichnern der UN-Menschenrechtscharta.
Nach 1949 war sie Leiterin der Bildungsbehörde der Provinz Jiangsu, stellvertretende Gouverneurin von Jiangsu und Abgeordnete im Nationalen Volkskongress der Volksrepublik China.

## Ehrungen
Sie erhielt zahlreiche Ehrendoktorwürden in verschiedenen Fachbereichen, so als Doctor of Science (ScD) von der St. John’s University (New York), als Doctor of Law (LLD) vom Smith College und dem Mills College und als Doctor of Philosophy von der University of Southern California. 1979 wurde sie von der University of Michigan mit dem Alumnae Athena Award ausgezeichnet.

## Weiterführende Literatur
- Rebecca Adami: Women and the Universal Declaration of Human Rights, Routledge, 2018, ISBN 978-0-429-79552-7
- Devaki Jain: Women, Development, and the UN. Bloomington, Indiana University Press, 2005, ISBN 978-0-253-21819-3